# Laurance Rockefeller
Laurance Spelman Rockefeller (New York City, 26. svibnja 1910. – New York City, 11. srpnja 2004.), američki poduzetnik, financijer i filantrop iz bogate i utjecajne poduzetničke i bankarske obitelji Rockefeller.
Rodio se kao treći od petero sinova, u obitelji Johna D. Rockefellera ml. i Abby Aldrich Rockefeller. Diplomairao je filozofiju 1932. godine na Sveučilištu Princeton, no unatoč humanističkom obrazovanju, pokazao se iznimno uspješan u poslovanju. Godine 1938. sudjelovao je u osnivanju Eastern Airlines, čiji je bio većinski dioničar.
Za vrijeme Drugog svjetskog rata (1939. – 1945.), služio je u Američkoj ratnoj mornarici. Poslije rata, uključio se u niz investicija, od izgradnje resort hotela, prijevozničkih usluga, nuklearne opreme, komunikacije i računala. Osim poslovanja, Laurance se posvetio zaštiti okoliša te je 1950-ih godina donirao 5.000 jutara zemlje za osnivanje Nacionalnog parka Djevičanski otoci.

## Vanjske poveznice
- Laurance S. Rockefeller - Britannica Online (engl.)
- Laurance Rockefeller - rockarch.org  Arhivirana inačica izvorne stranice od 28. kolovoza 2018. (Wayback Machine) (engl.)